# فیلیپ یورگنسن
فیلیپ یورگنسن (سوئدی: Filip Jörgensen؛ زادهٔ ۱۶ آوریل ۲۰۰۲) بازیکن فوتبال اهل سوئد-دانمارک است که در پست دروازه‌بان برای باشگاه فوتبال چلسی در لیگ برتر فوتبال انگلستان بازی می‌کند.
از باشگاه‌هایی که در آن بازی کرده است می‌توان به باشگاه فوتبال چلسی، باشگاه فوتبال ویارئال بی، و باشگاه فوتبال ویارئال اشاره کرد.
وی همچنین در تیم‌های ملی فوتبال زیر ۱۷ سال سوئد، زیر ۱۷ سال سوئد، و زیر ۲۱ سال دانمارک بازی کرده است.

## دوران باشگاهی

### آغاز
یورگنسن که در لوما متولد شد، در سال ۲۰۱۷، پس از نمایندگی از مایورکا، پنیا آرابال، بابا نوئل کاتالینا اتلتیکو، مالمو و لوما به مجموعه جوانان ویارئال پیوست. در سال ۲۰۲۰، پس از اتمام فرمایش، به تیم ذخیره در سگوندا دیویزیون بی ارتقا یافت.
یورگنسن اولین بازی خود را برای بزرگسالان در ۱۸ اکتبر ۲۰۲۰ انجام داد و با شکست ۰–۱ خارج از خانه مقابل پنا دپورتیوا شروع کرد. در ۱۲ نوامبر، او قرارداد خود را تا سال ۲۰۲۵ تمدید کرد.
یورگنسن اولین بازی خود در تیم اول را در ۱۵ دسامبر ۲۰۲۱ انجام داد و به عنوان جانشین نیمه دوم به جای جرونیمو رولی در بازی ۷–۱ خارج از خانه مقابل اتلتیکو سانلوکینو سی اف، برای کوپا دل ری فصل وارد زمین شد. او اولین بازی حرفه‌ای خود را با تیم بی در ۱۴ اوت ۲۰۲۲ انجام داد و در پیروزی ۲–۰ سگوندا دیویزیون خارج از خانه مقابل ریسینگ د سانتاندر شروع کرد.
یورگنسن اولین بازی خود در لالیگا را در ۳۰ ژانویه ۲۰۲۳ انجام داد و با شکست خانگی ۱–۰ مقابل رایو وایکانو شروع کرد. او در ماه آگوست با شماره ۱۳ به تیم اصلی صعود کرد. در فصل ۲۰۲۳–۲۴، او در ۱۴۳ بار به دروازه‌بانی با بیشترین سیو در لالیگا تبدیل شد. در ۱۳ ژوئن ۲۰۲۴، او قرارداد خود را تا سال ۲۰۲۹ تمدید کرد.

### چلسی
در ۳۰ ژوئیه ۲۰۲۴، یورگنسن با مبلغ نامعلومی در حدود ۲۰ میلیون پوند به باشگاه فوتبال چلسی پیوست و قراردادی هفت ساله امضا کرد.

## افتخارات
ویارئال
- لیگ اروپا: ۲۰۲۰–۲۱[۲]

چلسی
- لیگ کنفرانس اروپا: ۲۰۲۴–۲۵[۳]
- جام جهانی باشگاه‌ها: ۲۰۲۵[۴]

انفرادی
- تیم فصل لیگ کنفرانس اروپا: ۲۰۲۴–۲۵[۵]